# Oxford (condado de Worcester, Massachusetts)
Oxford é um lugar designado pelo censo localizado no condado de Worcester no estado estadounidense de Massachusetts. No Censo de 2010 tinha uma população de 6.103 habitantes e uma densidade populacional de 638,93 pessoas por km².

## Geografia
Oxford encontra-se localizado nas coordenadas 42° 06′ 57″ N, 71° 52′ 12″ O. Segundo a Departamento do Censo dos Estados Unidos, Oxford tem uma superfície total de 9.55 km², da qual 8.97 km² correspondem a terra firme e (6.05%) 0.58 km² é água.

## Demografia
Segundo o censo de 2010, tinha 6.103 pessoas residindo em Oxford. A densidade populacional era de 638,93 hab./km². Dos 6.103 habitantes, Oxford estava composto pelo 96.61% brancos, o 0.59% eram afroamericanos, o 0.18% eram amerindios, o 0.79% eram asiáticos, o 0.02% eram insulares do Pacífico, o 0.59% eram de outras raças e o 1.23% pertenciam a duas ou mais raças. Do total da população o 2.29% eram hispanos ou latinos de qualquer raça.